# Eros Grezda
Eros Genc Grezda (ur. 15 kwietnia 1995 w Djakowicy) – albański piłkarz występujący na pozycji skrzydłowego w węgierskim klubie Zalaegerszegi TE FC, do którego jest wypożyczony z chorwackiego NK Osijeku oraz w reprezentacji Albanii.
Jest synem Genca i Valbony Grezda. Dzieciństwo spędził w Prisztinie, gdzie zaczął grać w piłkę nożną. Pierwszym klubem z którym się związał był zespół FK Rabotniczki Skopje.